# Garibaldi (metropolitana di Parigi)
Garibaldi è una stazione della linea 13 della metropolitana di Parigi.
Si trova nel comune di Saint-Ouen.

## La stazione
La stazione è stata inaugurata il 30 giugno del 1952.
Il suo nome è un omaggio al generale Giuseppe Garibaldi (1807-1882), uno degli artefici dell'Unità d'Italia. Repubblicano convinto, volendo Roma come capitale del Regno d'Italia, combatté contro gli austriaci nel 1859, il Regno di Napoli nel 1860 e lo Stato Pontificio nel 1887. Successivamente combatté anche a favore della Repubblica Francese dal 1870 al 1871.

## Interscambi
- Bus RATP - 137, 85
- Bus notturni - N14, N44